# Deans Brook
Der Deans Brook ist ein Wasserlauf im London Borough of Barnet, England. Er entsteht als Abfluss des Stoney Wood Lake am Mill Hill Golf Course auf der Ostseite der M1. Er unterquert die Autobahn und wird im Stoneyfields Park zu einem See aufgestaut. Er fließt in südwestlicher Richtung bis zu seinem Zusammenfluss mit dem Edgware Brook, bei dem der Silk Stream entsteht.